# 링컨 코세어
링컨 코세어(Lincoln Corsair)는 미국의 제조사인 링컨의 준중형 스포츠 유틸리티 자동차다.